# マイケル・ボスキン
マイケル・ボスキン（Michael Jay Boskin、1945年9月23日-）は、ニューヨークシティに生まれたアメリカの経済学者である。
スタンフォード大学教授（the T. M. Friedman Professor of Economics）であるとともに、フーバー研究所シニアフェローである。専門は、マクロ経済学である。ジョージ・ブッシュ大統領のもと、大統領経済諮問委員会委員長を務めた。

## 略歴
- 1945年　ニューヨーク市に生まれる。
- 1967年　カリフォルニア大学バークレー校を卒業する（B.A. with highest honors）。
- 1968年　カリフォルニア大学バークレー校よりM.A.を得る。
- 1971年　カリフォルニア大学バークレー校よりPh.D.を得る。
- 1971年～1975年　スタンフォード大学の助教授となる。
- 1976年～1977年　スタンフォード大学の准教授となる。
- 1978年～1986年　スタンフォード大学の教授となる。
- 1987年～1992年　スタンフォード大学の教授（Wohlford Professor of Economics）となる。
- 1989年～1993年　大統領経済諮問委員会委員長となる。
- 1993年～1994年　税制改正および減税に対する政府タスクフォースの議長となる。
- 1995年～1996年　消費者物価指数委員会の議長となる。
- 1995年～1998年　アメリカ議会の税金両院協議会のアドバイザーとなる。
- 2000年～現在　商務省経済分析局の「国民所得と生産勘定」の諮問会議メンバーとなる。
- 2003年～現在　政府の経済諮問評議会のメンバーとなる。

## 栄誉・受賞
- 1989年～1993年　ジョージ・ブッシュ大統領の下で大統領経済諮問委員会委員長となる。
- 1998年　アダム・スミス賞を受ける。

## 業績
- 世界経済成長
- 税金予算理論および政策
- 社会保障の貯蓄と消費パターン
- 変化する技術と資本・労働・生産市場に対する人口統計学の意味

## 著書

### 日本語訳
- 『経済学の壮大な実験――レーガノミックスと現代アメリカの経済』、河合宣孝・西村理・野間敏克共訳、HBJ出版局、1991年

### 原書

#### 著作
- Too Many Promises: The Uncertain Future of Social Security, Dow-Jones-Irwin, 1986
- Reagan and the Economy: Successes, Failures, Unfinished Agenda, Institute for Contemporary Studies, 1987
- The Economic Report of the President, with R. Schmalensee and J. Taylor, United States Government Printing Office, 1990
- The Economic Report of the President, with R. Schmalensee and J. Taylor, United States Government Printing Offece, 1991
- The Economic Report of the President, with D. Bradford and P. Wonnacott, United States Government Printing Office, 1992
- The Economic Report of the President, with D. Bradford and P. Wonnacott, United States Government Printing Office, 1993

#### 編集・編著
- The Crisis in Social Security, Institute for Contemporary Studies, 1977
- Federal Tax Reform, Institute for Contemporary Studies, 1978
- Economics and Human Welfare: Essays in Honor of Tibor Scitovsky, Academic Press, 1979
- The Economics of Taxation, with H. Aaron, Brookings, 1980
- The Economy in the 1980's: A Program for Stability and Growth, Institute for Contemporary Studies, 1980
- The Federal Budget: Economics and Politics, with A. Wildavsky, Institute for Contemporary Studies, 1982
- Private Saving and Public Debt, with J. Flemming and S. Gorini, Basil Blackwell, 1986
- Modern Developments in Public Finance, Basil Blackwell, 1987
- Economics of Public Debt, with K. Arrow, MacMillan, 1988
- Frontiers of Tax Reform, Hoover Institution Press, 1996